# 腾讯世界人工智能围棋大赛
腾讯世界人工智能围棋大赛于2018年举行。

## 比赛规程[1]
主办单位：
中国围棋协会
腾讯科技（深圳）有限公司
承办单位：
北京野狐世纪技术有限公司
比赛时间：2018年6月到7月
比赛办法：
6月23日到24日：预赛（现场），进行5到7轮（根据实际报名队伍数而定）瑞士积分编排赛，前8名进入循环圈；
7月上旬：8强循环圈（网络），在腾讯野狐围棋平台上进行7轮循环圈比赛（每轮执黑、白各1局），前4名进入现场总决赛；
7月下旬：总决赛（现场），半决赛5番棋胜者进入决赛；决赛7番棋决出最终冠军。
比赛奖金:
总奖金：116万元；
冠军：40万元；
亚军：20万元；
第3到4名：12万元；
第5到8名：6万元；
第9到16名：1万元。

## 预赛阶段
6月24日下午15点，2018腾讯世界人工智能围棋大赛预赛最后一轮继续在北京达美中心广场进行。最终，绝艺以全胜的骄人战绩占据榜首，位列第二至第八名的队伍依次为：丽拉零（Leela Zero）、光之精灵（ELF OpenGo）、星阵围棋、小Q（AQ）、章鱼围棋、北极光、小爱围棋（BADUKi），以上前8名的AI将进入到线上复赛，角逐总值116万的赛事奖金。排名后三位的石子旋风（DolBaram）、瑞兹（Raynz）、阿雅（Aya）等三支队伍则淘汰出局。

## 复赛阶段
7月9-21日，经过13天7轮56盘单循环赛的厮杀，在腾讯野狐围棋平台结束了复赛阶段的争夺。
7月23日，两款复赛中同为6胜1平的国产AI绝艺、星阵，通过加赛三番棋决出复赛第一、二名的座次，最终绝艺2：0击败星阵。
| 排名 | 战队       | 胜/平/负 | 积分 |
| ---- | ---------- | -------- | ---- |
| 1    | 绝艺       | 6/1/0    | 13   |
| 2    | 星阵围棋   | 6/1/0    | 13   |
| 3    | ELF OpenGo | 4/1/2    | 9    |
| 4    | AQ         | 3/2/2    | 8    |
| 5    | Leela Zero | 3/1/3    | 7    |
| 6    | 章鱼围棋   | 2/0/5    | 4    |
| 7    | BADUKI     | 1/0/6    | 2    |
| 8    | DOLBARAM   | 0/0/7    | 0    |

## 决赛阶段
7月31日下午，2018腾讯世界人工智能围棋大赛总决赛，在中国棋院落下帷幕，围棋AI“绝艺”以10战全胜的表现夺冠。
| 团队       | 半决赛   | 决赛     |
| ---------- | -------- | -------- |
| 绝艺       | 绝艺 3-0 | 绝艺 7-0 |
| AQ         | 绝艺 3-0 | 绝艺 7-0 |
| 星阵       | 星阵 3-2 | 绝艺 7-0 |
| ELF OpenGo | 星阵 3-2 | 绝艺 7-0 |